# Zbigniew Bujak
Zbigniew Bujak (Łopuszno, 29 november 1954) is een Poolse politicus. Hij was een van de leiders van de vakbeweging Solidarność en medestichter van de Unie van de Arbeid (UP).
Hij had een opleiding als elektricien en werkte sinds 1973 in de tractorfabriek van Ursus. Na het organiseren van een staking in 1980 werd Bujak leider van de vakbeweging Solidarność voor de regio Warschau. Nadat in december 1981 de staat van beleg was uitgeroepen, ging Bujak ondergronds. In 1986 was hij een van de laatste kopstukken van Solidarność die werden gearresteerd, maar in datzelfde jaar werd hij dankzij een algemene amnestie weer vrijgelaten, waarop hij zijn functie als leider van de vakbeweging Solidarność voor de regio Warschau hervatte.
In april 1989 werd Solidarność gelegaliseerd en na de rondetafelbesprekingen die in februari 1989 waren begonnen, mocht het meedoen aan de eerste (gedeeltelijk) vrije verkiezingen in een communistisch land. 65% van de zetels in de Sejm, het Poolse parlement, waren gereserveerd voor de communistische partij PZPR en de daaraan gelieerde blokpartijen, maar de overige 161 zetels waren vrij verkiesbaar, evenals alle 100 zetels in de opnieuw opgerichte Senaat. De leden van Solidarność veroverden alle vrij verkiesbare zetels in de Sejm en 99 van de 100 zetels in de Senaat. Zelf was Bujak geen kandidaat bij deze verkiezingen, maar koos er net als Lech Wałęsa voor om actief te blijven in de vakbeweging. 
Toen in Polen in de vroege jaren negentig het proces van partijvorming op gang kwam, trachtte Bujak een sociaaldemocratische partij op te zetten. In juli 1990 was hij medeoprichter van de Burgerbeweging Democratische Actie (ROAD) en een jaar later richtte hij de Democratisch-Sociale Beweging (RDS) op, die in 1992 opging in de Unie van de Arbeid (UP). Van deze partij was hij in de jaren 1993-1997 vicevoorzitter. Tevens was hij van 1991 tot 1997 lid van de Sejm, eerst namens de RDS en daarna namens de UP. Hij pleitte voor vrouwenrechten en tegen antisemitisme. 
Hij verliet de UP in 1998 omdat hij zich niet kon verenigen met de samenwerking van deze partij met de postcommunistische Alliantie van Democratisch Links (SLD) en trad vervolgens toe tot de Vrijheidsunie (UW). In de jaren 1999-2001 was hij als hoofd van de Poolse douane lid van de regering van Jerzy Buzek. In 2002 stelde hij zich kandidaat voor de functie van burgemeester van Warschau, maar behaalde slechts 2,7% van de stemmen. Twee jaar later stond hij tijdens de Europese verkiezingen op de lijst van de UW, maar werd opnieuw niet verkozen. Nadat de UW in 2005 was omgevormd tot de Democratische Partij - demokraci.pl, bleef hij hierbinnen nog tot 2007 actief.
Bujak kreeg in 1986 de Robert F. Kennedy Human Rights Award.